# Jesličky svatého Františka
Jesličky svatého Františka je název vánoční hry se zpěvy, jejímž autorem je český hudební skladatel Pavel Helebrand.

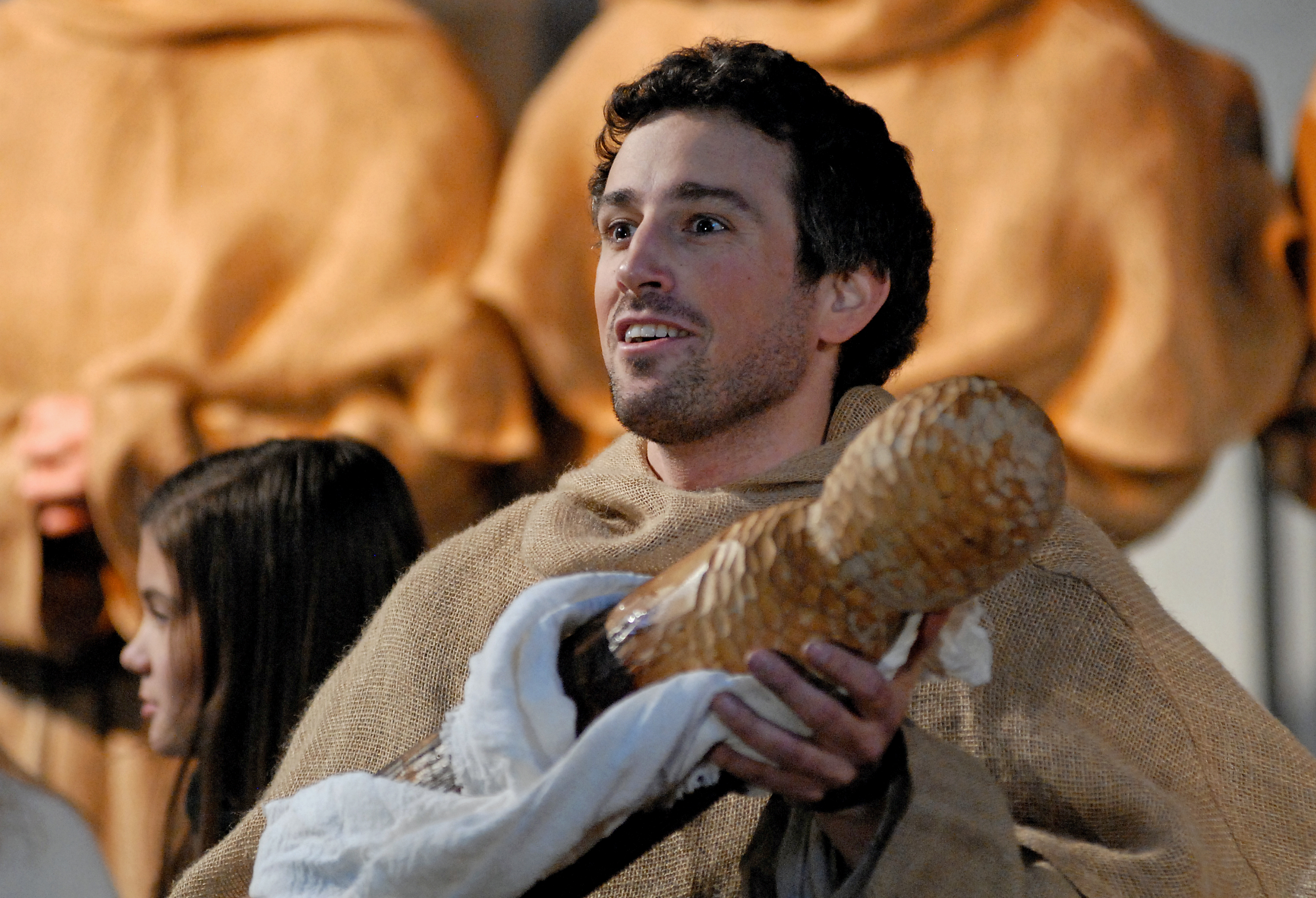
Petr Sýkora v roli svatého Františka (2009)

Hru napsal v roce 1996 pro Operní studio Národního divadla moravskoslezského v Ostravě. Hra je inspirována příběhy a událostmi ze života svatého Františka z Assisi. Tento světec, který se v moderní době stal patronem ekologů, za svého života proslul láskou ke všem živým tvorům, pokorou a životem v dobrovolné chudobě. Byl také básníkem a svá kázání často lidem přednášel ve formě udivujících divadelních výstupů, které doháněly k smíchu i k slzám. Aby lidem přiblížil noc Božího narození, postavil František roku 1223 poblíž vesničky Greccio první jesličky. Tak se stal zakladatelem oblíbené vánoční tradice, jež je udržována až do našich dnů – postavit vlastní betlém v kostele, na náměstí nebo doma pod vánočním stromkem.

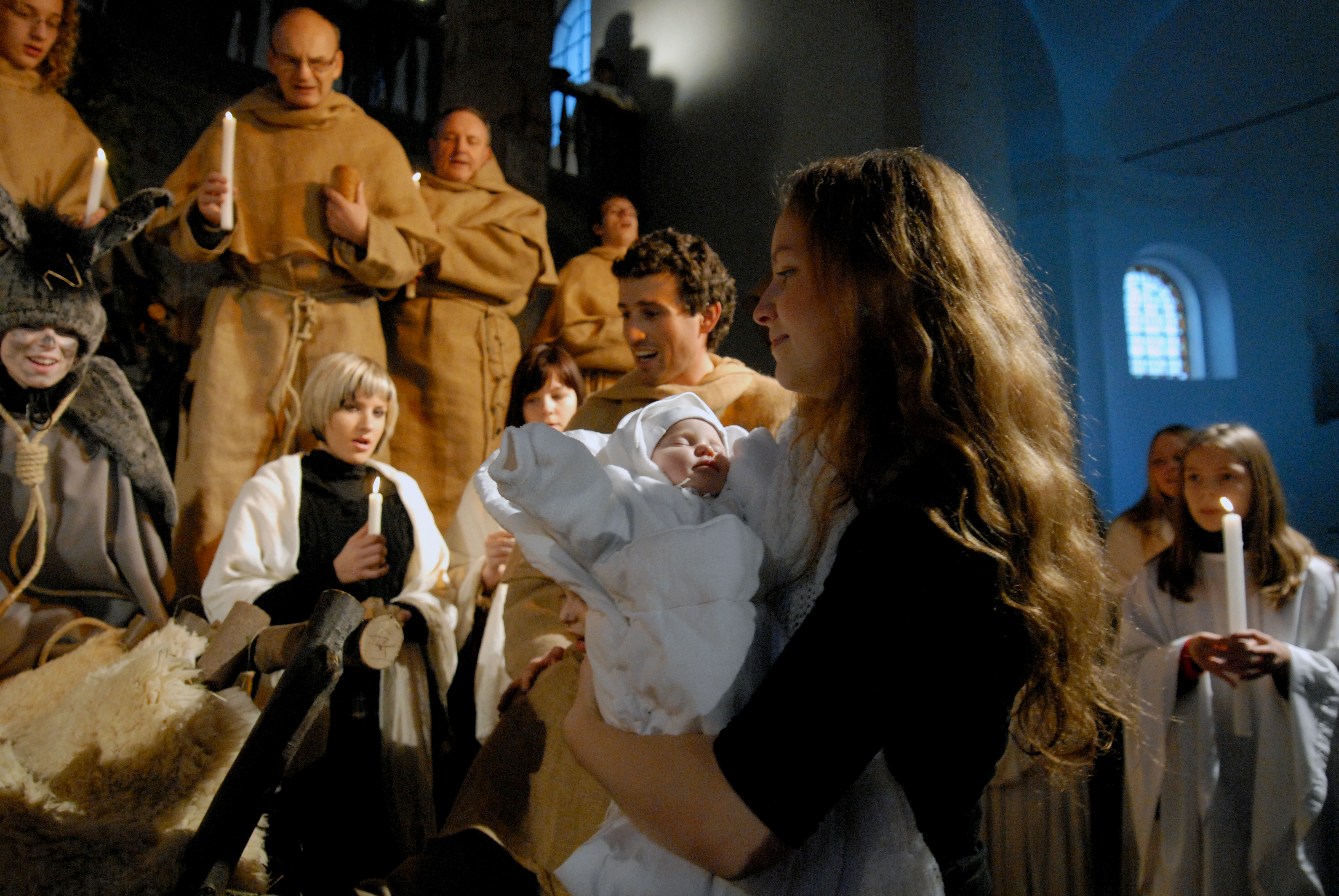
Každý rok v závěru představení pokládají maminky do jesliček nově narozené dítě

Originální libreto hry zahrnuje i původní dochované texty sv. Františka jako např. Píseň tvorstva. Hra, v níž František a jeho bratři bojují proti nástrahám samotného ďábla, vychází z poetiky lidového divadla, a proto jí nechybí humor, napětí a překvapivá rozuzlení. Celý příběh prostupuje melodická, emotivní hudba v živém provedení sólistů, vícehlasého sboru a komorního orchestru.
První nastudování hry proběhlo pod hlavičkou Národního divadla moravskoslezského. Inscenace byla poprvé uvedena 20. 12. 1996 v Divadle Antonína Dvořáka, oficiální premiéru měla 22. 6. 1997 na festivalu Janáčkovy Hukvaldy a pak se několik let hrála vždy v předvánočním čase v Divadle Jiřího Myrona. Dirigoval Jan Šrubař, režíroval Ilja Racek ml., v roli svatého Františka vystupoval Jiří Halama.
Druhé nastudování hry iniciovala v roce 2005 Ilona Kučerová - pořadatelka koncertů v kostele svatého Václava v Ostravě. V tomto případě se režie ujal sám autor, který během nastudování provedl drobné změny v libretu. Tato nová inscenace, v níž svatého Františka představuje Petr Sýkora a orchestr diriguje Jurij Galatenko, měla premiéru 12. 12. 2005 v kostele svatého Václava, kde se hrála v předvánočním čase až do Vánoc 2012. O Vánocích 2015 a 2016 byla uváděna ve spolupráci s NDM v Divadle Antonína Dvořáka.